# Drakslingor

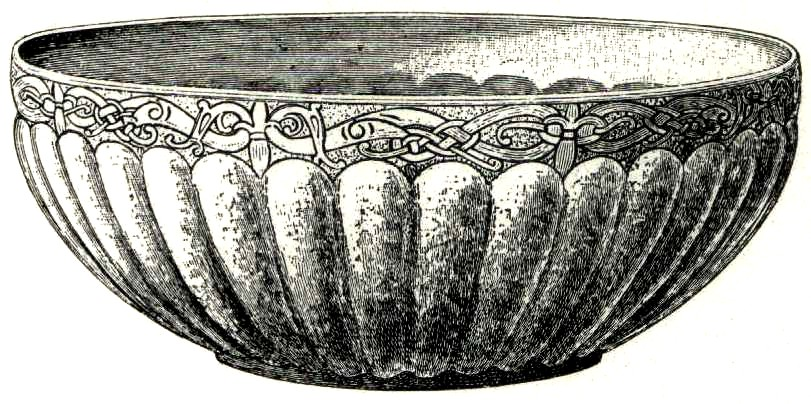
Silverskål med förgylld kant av drakslingor, från järnåldern, funnen på Gotland

Drakslingor och liknande djurornamentik är vanliga dekorativa element på föremål från järnåldern och medeltiden i Norden. Mest kända är vendeltidens olika epoker och slingorna på runstenar. En viktig aspekt är att de olika varianterna är ganska tidsbundna, och går igen i såväl smyckesornament etc., liksom i runstenarnas ornament. Detta utgör en också grund i tidsbestämning avseende olika föremål.
Vissa forskare vill undvika bruket av ordet "drakslingor" och föreslår "runstensslingor" som alternativ term.